# Martin Pedersen
Pour les articles homonymes, voir Pedersen.
Martin Pedersen, né le 15 avril 1983 à Brøndby, est un coureur cycliste danois.

## Biographie
Il court pour la Team PH en 2004, et après une bonne saison 2005 durant laquelle il remporte beaucoup de courses pour la petite formation découvreuse de talent Team GLS, il signe son premier contrat professionnel avec l'équipe CSC pour les saisons 2006 et 2007 et termine meilleur grimpeur de l'Eneco Tour 2007. Il s'engage avec l'équipe Footon-Servetto pour la saison 2010, puis avec Leopard-Trek en 2011.

## Palmarès sur route

### Par années
- 2002
  -  Champion du Danemark sur route espoirs
- 2004
  -  Champion du Danemark sur route espoirs
- 2005
  - Grand Prix San Giuseppe
  - Liège-Bastogne-Liège espoirs
  - 2e et 3e étapes de l'Olympia's Tour
  - 1re, 2e et 4e étapes du Ringerike Grand Prix
  - 4e étape du Skånska GP Veckan
  - 2e étape du Tour de Toscane espoirs
- 2006
  - Tour de Grande-Bretagne 2006 :
    - Classement général
    - 1re étape

  - 1re étape du Kreiz Breizh
- 2008
  - 2e étape du Circuit des Ardennes
  - 1re étape du Kreizh Breizh
  - 4eb étape du Tour de Slovaquie
  - Circuit du Houtland
  - 2e du Kreiz Breizh
- 2009
  - 3e étape des Trois jours de Vaucluse
  - Grand Prix de Nogent-sur-Oise
  - Tour de Cologne
  - Grand Prix Cristal Energie
  - 2e du Grand Prix de la ville de Zottegem
  - 3e des Trois jours de Vaucluse
  - 3e du Trophée des champions
- 2010
  - Post Cup Aalborg
- 2012
  - Tour de Chine I :
    - Classement général
    - 1re étape (contre-la-montre par équipes)

  - 3e du championnat du Danemark du contre-la-montre par équipes
- 2013
  - Circuit d'Alger

### Résultats sur les grands tours

#### Tour d'Italie
- 2010 : abandon (11e étape)

#### Tour d'Espagne
- 2010 : 131e

### Classements mondiaux
| Année           | 2005 | 2006 | 2007 | 2008 | 2009 | 2010 | 2011 | 2012 | 2013   |
| --------------- | ---- | ---- | ---- | ---- | ---- | ---- | ---- | ---- | ------ |
| UCI Africa Tour |      |      |      |      |      |      |      |      | 26e    |
| UCI Asia Tour   |      |      |      |      |      |      |      | 13e  |        |
| UCI Europe Tour | 74e  |      |      | 50e  | 12e  |      |      |      | 1 034e |

## Palmarès sur piste

### Championnats du Danemark
- 2003
  -  Champion du Danemark de l'américaine (avec Michael Smith Larsen)